# Figaro-Polka

Figaro-Polka, op. 320, est une polka française écrite par Johann Strauss II en 1867. Elle est dédiée à Hippolyte de Villemessant, rédacteur en chef du journal parisien Le Figaro.
De Villemessant, dédicataire du Figaro-Polka, défendait Strauss dans son journal. Strauss a reconnu le rôle de de Villemessant dans son succès parisien et a donc dédié la nouvelle polka à ce dernier. Sa première eut lieu le 30 juillet 1867 au bâtiment du Cercle International à l'Exposition Internationale de Paris avec l'orchestre de Benjamin Bilse.
La polka est dans le style « polka française ». La pièce commence par des accords en fa majeur et se poursuit à un rythme détendu, avec une finale animée.